# チェスキー・クルムロフ城

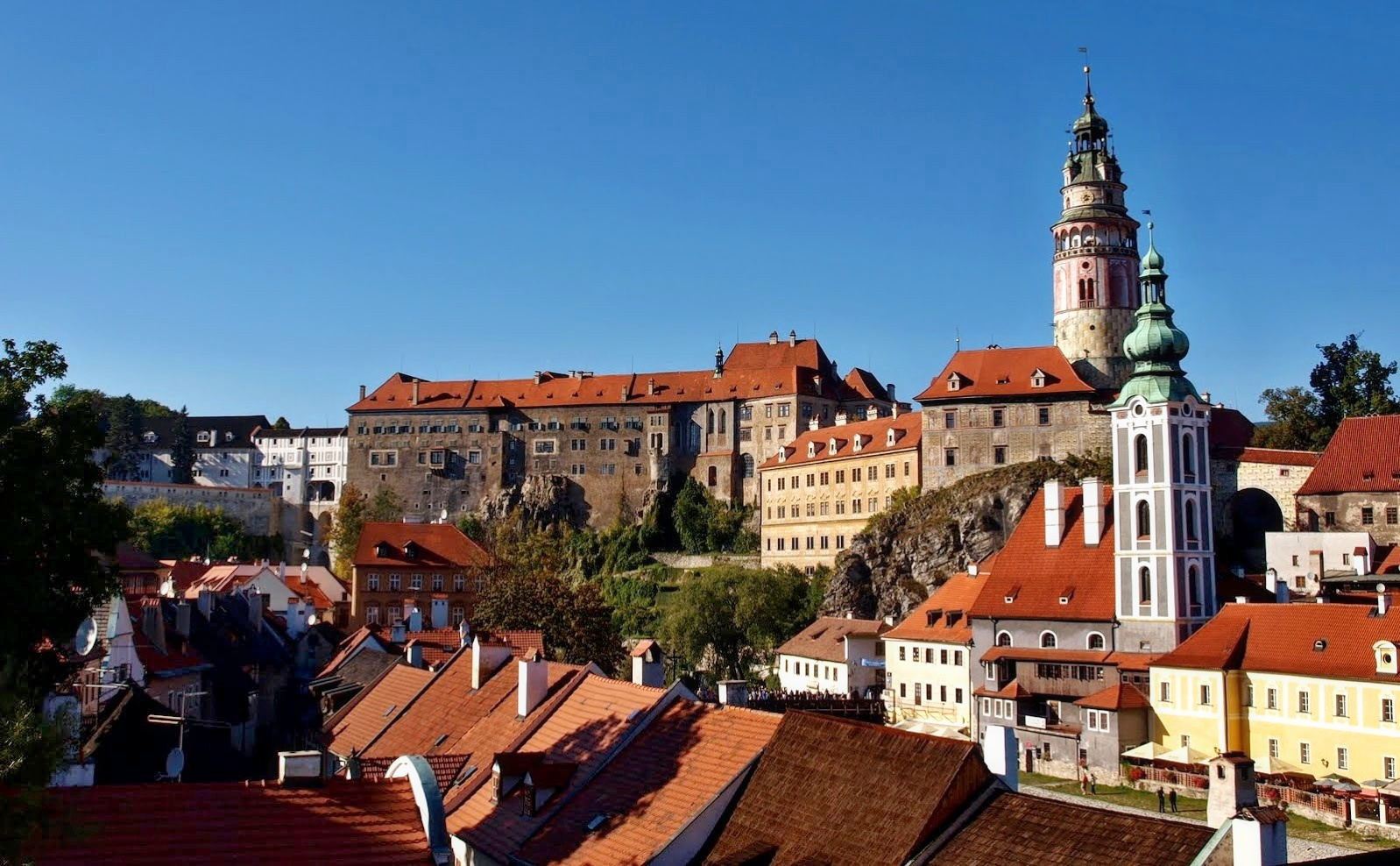
チェスキー・クルムロフ城

チェスキー・クルムロフ城（チェスキー・クルムロフじょう、Státní hrad a zámek Český Krumlov、クルムロフ城とも呼ばれる）は、チェコ共和国南ボヘミア州チェスキー・クルムロフにある城である。多数の歴史的な建築物を含む城であり、18世紀に作られたバロック劇場が保存されているほか、庭園には野外回転劇場もある。世界遺産に指定されているチェスキー・クルムロフの一部として多くの観光客を集めている。 この城はチェコでプラハ城に次いで2番目に観光客が多い城である。

## 歴史

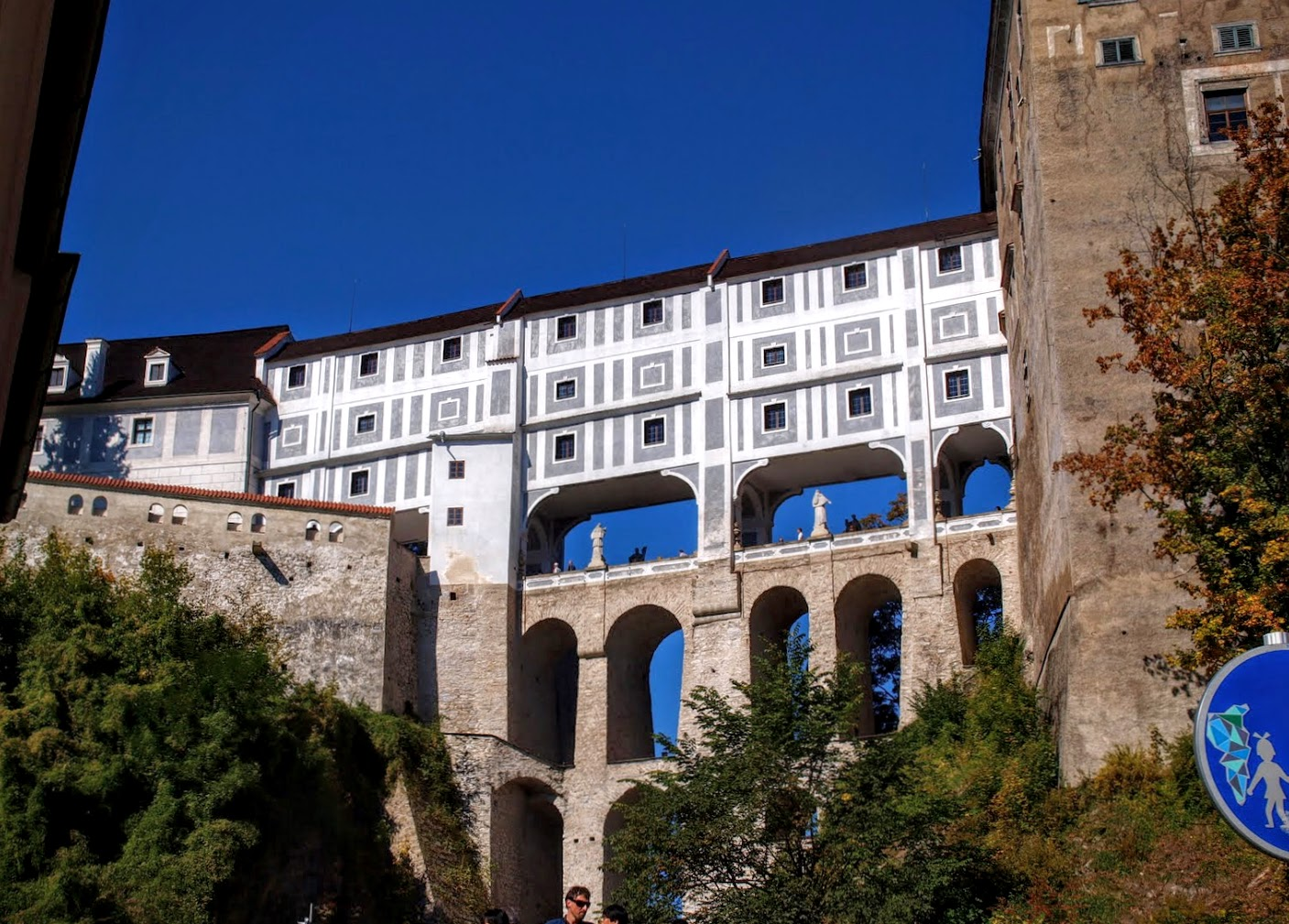
プラーシュティ橋

ボヘミアの有力な一族であったヴィートコフ家により最初の城が建設されたのは1250年より前のことであると言われている。その後、14世紀頃にヴィートコフ家と縁続きであるローゼンベルク家が一帯を支配するようになった。城は16世紀にはルネサンス様式に改修された。その後、ハプスブルク家及びエゲンベルク家の所有物となった。18世紀にはシュヴァルツェンベルク侯家の所有となり、バロック様式の建築が付け加えられた。
18世紀の末から19世紀にはチェスキー・クルムロフの街が停滞し、やがてシュヴァルツェンベルク家の人々もこの城に住まなくなった。
1947年にチェスキー・クルムロフ城を含むシュヴァルツェンベルク侯家の財産はチェコスロバキアの地方自治体に移管され、1950年に国有財産となった。1963年には街が保全指定を受け、1989年には地域が国の指定史跡となり、1992年にはUNESCOより世界遺産に指定された。 

## 特徴

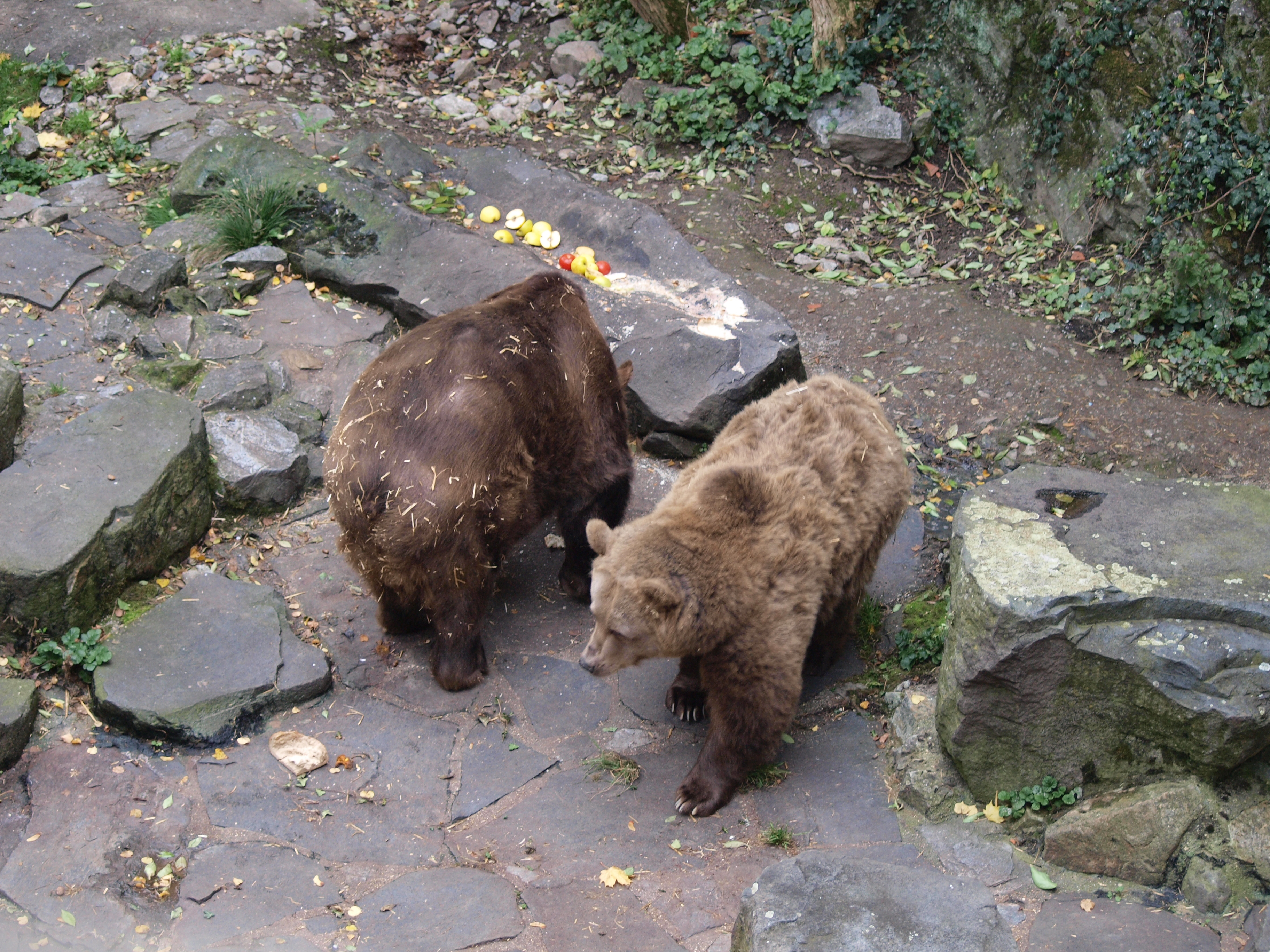
城で飼われているクマ

中庭を5つ有し、それぞれの中庭を囲むように宮殿が建っている。ゴシック建築、ルネサンス建築、バロック建築など、さまざまな建築様式がいりまじっている。40ほどの建物があり、中世の塔や博物館、大広間、ゴシック庭園などもある。西側にはプラーシュティ橋がある。
城のお堀の部分では16世紀から街のマスコットとされているクマが飼育されている。
白い貴婦人が城に現れるという噂があり、城に肖像画がかかっているペルヒタ・フォン・ローゼンベルクの幽霊ではないかと言われている。

## 劇場
ローゼンベルク家の人々は15世紀から演劇に関心を有していた。エゲンベルク家とその周辺の人々も舞台芸術に関心があり、チェスキー・クルムロフ城には1675年から芝居が上演できる設備があった。

### バロック劇場

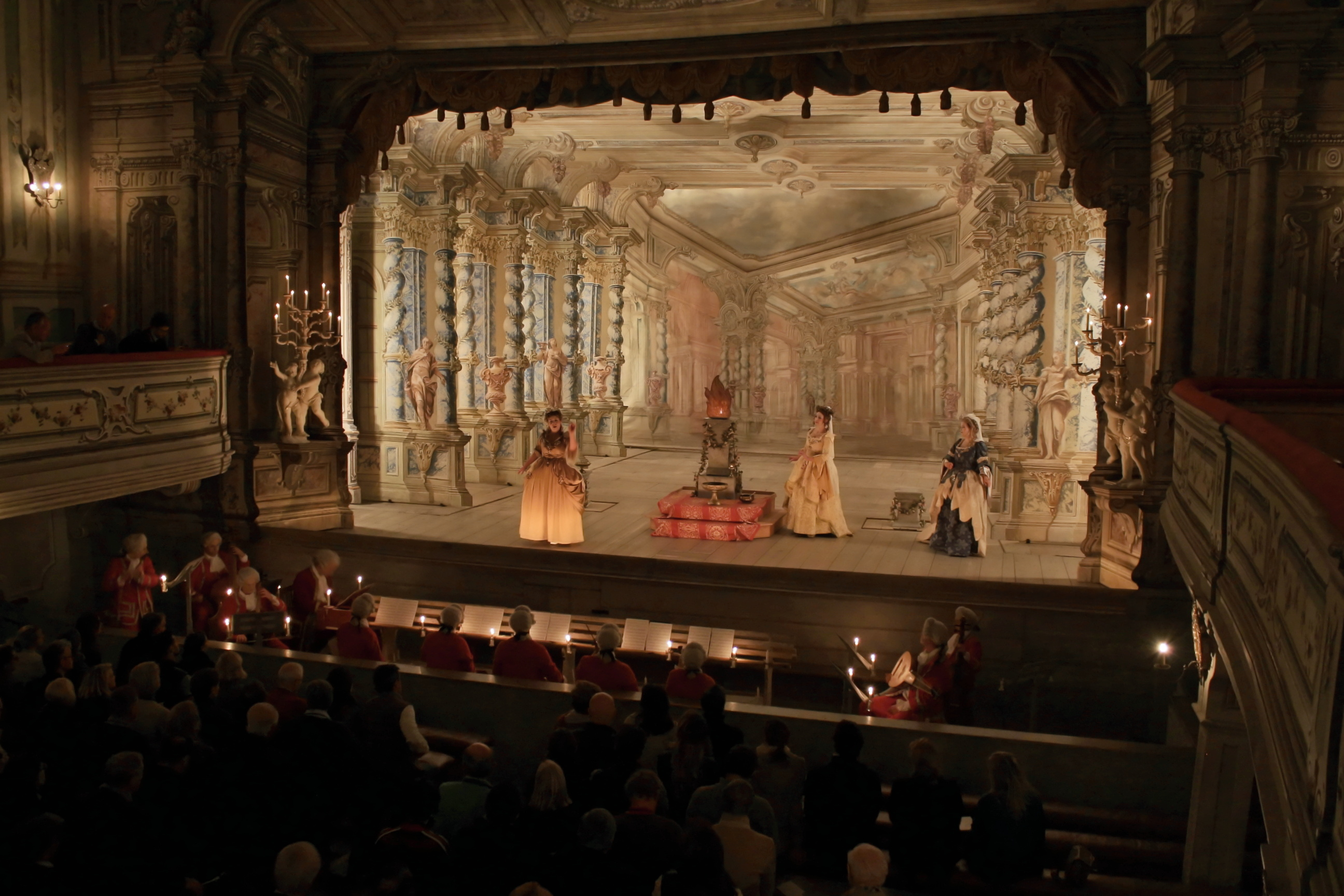
バロック劇場のステージ

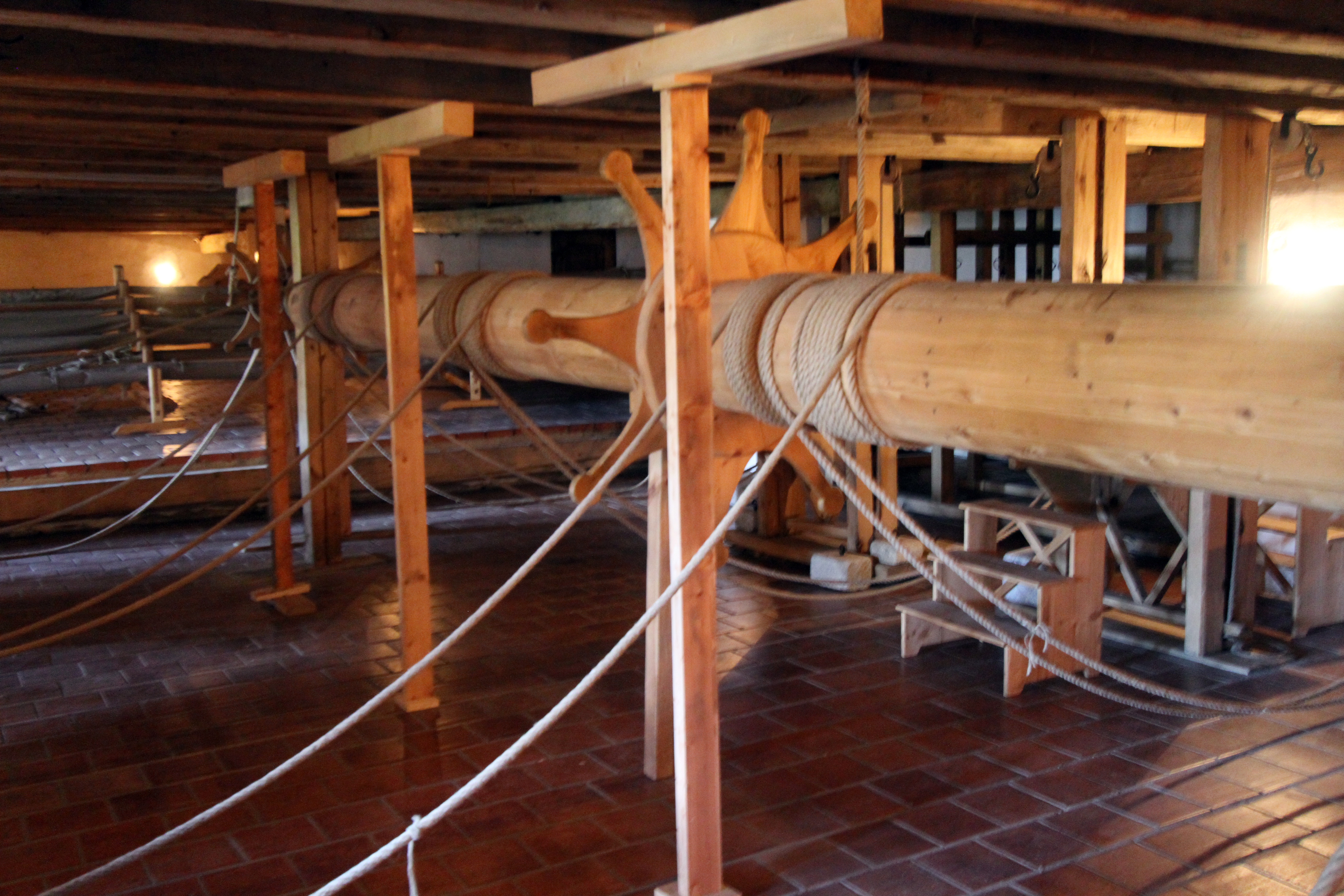
バロック劇場舞台下にある機構

1680年から1682年頃にかけて、オペラを愛好していたエゲンベルク家の当主ヤン・クリスティアーンが現在バロック劇場がある場所に劇場を作った。1765年から1766年頃にかけてチェスキー・クルムロフ城の劇場は大幅に改装され、現在残っている形に近いバロック劇場が完成した。ヨーロッパのバロック劇場は、場面転換が可能な精巧な背景や複雑な舞台機構が特徴である。場面転換は遠近法を用いて描かれた複数の書割を入れ替えることで行う。チェスキー・クルムロフ城のバロック劇場には円柱の並ぶホールや森林、街中、庭園などを表現した書割があり、これは場面に応じて入れ替えることができる。背景転換や特殊効果のため、巻揚機などの機構が袖や舞台下に設置されている。劇場内部は立体画法で描かれた装飾が特徴的で、客席には一層の桟敷席と中央ボックス席がある。照明はろうそくの火を使用していた。どのような演目を上演していたかははっきりしないが、ロペ・デ・ベガ、カルデロン・デ・ラ・バルカ、ウィリアム・シェイクスピア、モリエール、ジャン・ラシーヌ、ピエール・コルネイユなどの作品を上演していたのではないかと推定されている。 
バイロイト辺境伯歌劇場や小トリアノン宮殿の王妃の劇場（世界最古と考えられるセットが保存されている）など、ヨーロッパにはいくつか18世紀に作られた劇場が残っているが、チェスキー・クルムロフ城の劇場はスウェーデンのドロットニングホルム宮廷劇場と並んで保存状態の良い宮廷バロック劇場であり、遠近法を用いて背景を描き出した18世紀の書割が良好な状態で残っているのはチェスキー・クルムロフ城とドロットニングホルム宮廷劇場のみであると言われている。既に新古典主義建築的な要素が見られるドロットニングホルム宮廷劇場とは異なり、チェスキー・クルムロフ城の劇場は建築・装飾の点で極めてバロック的な特徴を有している。ヨハン・ヴェッチェルとレオ・メルケルが作成した大道具類はドロットニングホルム宮廷劇場に比べると見劣りすると言われており、また保存されている数も少ない。 
この劇場は1966年から1997年までは閉鎖されていたが、改修を経て1997年に一般公開された。バロック劇場では、ゲオルク・フリードリヒ・ヘンデルの作品をはじめとするバロックオペラを伝統的なやり方で上演する試みを行っている。日本で海外公演を行ったこともある。 
劇場には図書室が付属しており、この城に住んでいた領主の蔵書を中心に5万冊の書籍が所蔵されている。蔵書の多くはドイツ語文献である。 

### 回転劇場

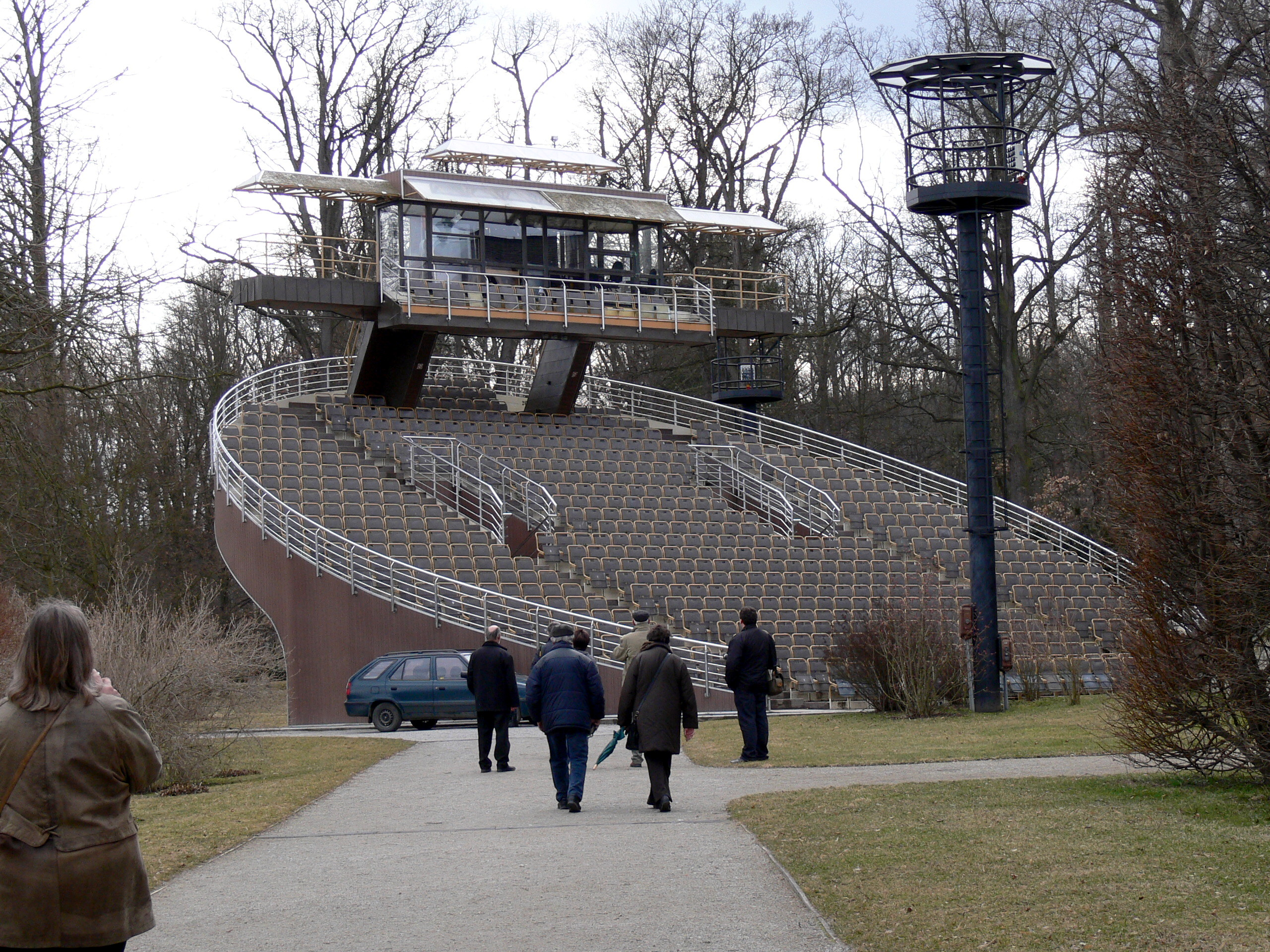
回転劇場

チェスキー・クルムロフ城のバロック庭園には野外回転劇場がある。客席が360度回転する方式の劇場で、役者はそれに合わせて動く。1958年に60名の客席を有する回転劇場ができ、のちに400名を収容できる規模に改修された。当初40名による人力で回転させていたが、1960年に電気モーターで回転させ、550人を収容できる規模に変わった。